# Willy van den Berg
Wilhelm „Willy“ van den Berg (* 9. Juli 1891 in Gelsenkirchen-Schalke; † 28. August 1914 bei  Raucourt-et-Flaba) war ein deutscher Fußballspieler. Er war einer der Gründer des Vereins Westfalia Schalke, dem Vorläufer des FC Schalke 04. Zudem wird Wilhelm van den Berg als einer derjenigen Spieler genannt, die im ersten Spiel des FC Schalke 04 auf dem Platz standen.

## Leben
Wilhelm van den Berg kam als Sohn von Stephan und Christina Theresa van den Berg (geb. Meier) in Gelsenkirchen-Schalke zur Welt. Sein Vater war der Arbeit wegen mit seinen beiden Brüdern 1871 vom holländischen Mook ins Ruhrgebiet gekommen und arbeitete als Aufsichtshauer auf der Gelsenkirchener Zeche Hibernia. Noch vor Wilhelms Geburt starb sein Vater, am 23. Januar 1891, bei einem Grubenunglück auf der Zeche Hibernia, dem insgesamt 51 Bergleute zum Opfer fielen. Wilhelm van den Berg wohnte zunächst mit seiner Mutter und fünf älteren Geschwistern in der Wilhelminenstraße, später in der Alsenstraße und dann in der Idastraße in Gelsenkirchen. Als Dreizehnjähriger gründete er mit seinen Freunden einen Fußballverein, den sie Westfalia Schalke nannten und der später zum  FC Schalke 04 wurde.
Als 1914 der Erste Weltkrieg ausbrach, wurde Wilhelm van den Berg eingezogen. Er fiel laut Sterbeurkunde in den ersten Kriegstagen im französischen Raucourt-et-Flaba, südlich von Sedan. Den Tod fand er wahrscheinlich in einem Gefecht am Bois Luquet. Er wurde später in die Kriegsgräberstätte Noyers-Pont-Maugis umgebettet.
Willy van den Berg war ein Urgroßonkel des Fußballbuchautors des FC Schalke 04, Stefan Barta.

## Auszeichnungen
Am 1. Juni 2015 wurde auf dem Schalker Fanfriedhof zu seinen und zu Ehren der anderen neun Vereinsgründer eine Tafel aufgestellt.